# Carlos Alberto de Almeida Junior
Carlos Alberto de Almeida Junior (Rio de Janeiro, 17 de juny de 1980) és un exfutbolista brasiler que jugava com a centrecampista.
Inicià la seua carrera al Brasil amb un exitós pas per Flamengo i Vasco, amb els que va aixecar sengles campionats carioques. Això li va valer el salt a Europa, fitxant l'any 2005 per l'Standard Liège de la Jupiler League. No va tenir continuïtat i va canviar Bèlgica per Suïssa, cercant minuts a l'FC Aarau. El 2011 torna al Brasil, i juga en clubs modestos com el Bangu i el Cabofriense, on es retirarà el 2015.